# Queers (miniserie televisiva)
Queers è una miniserie televisiva britannica del 2017 diretta da Mark Gatiss. La serie fa parte del ciclo della BBC "Gay Britannia", creato per festeggiare il 50º anniversario del Sexual Offences Act che portò alla fine della criminalizzazione dell'omosessualità nel Regno Unito.

## Trama
La serie è composta da 8 episodi autoconclusivi in cui altrettanti personaggi queer (o a essi legati) di periodi diversi parlano (con dei monologhi), all'interno di un pub, delle proprie esperienze di vita.

## Episodi
| Episodio | Titolo                  | Anno | Interprete      | Messa in onda  |
| --- | ----------------------- | ---- | --------------- | -------------- |
| 1 | The Man on the Platform | 1917 | Ben Whishaw     | 31 luglio 2017 |
| Di ritorno dalla grande guerra Perce spiega come, in un ospedale, ha assistito alle terribili ferite dei suoi compagni di battaglia ed è li che ha incontrato l'ufficiale Terence, con il quale ha condiviso un amorevole, idilliaco pomeriggio. Tornati in Inghilterra i due uomini si incontrano di nuovo, nei pressi di una stazione (lo stesso luogo in cui Perce vide una volta Oscar Wilde essere trascinato in galera), ma il loro sarà un breve incontro. |                         |      |                 |                |
| 2 | A Grand Day Out         | 1994 | Fionn Whitehead | 31 luglio 2017 |
| Mentre il governo inglese si appresta a votare sulla riduzione dell'età per i rapporti consensuali omosessuali a sedici anni, in linea con quella per gli eterosessuali, Andrew, diciassettenne, viene a Londra per essere presente a questo momento storico, ma è costernato quando l'età del consenso viene ridotta a soli diciotto anni. Perde il treno per tornare a casa e passa la notte con un uomo più anziano, Marcus. Riflette sulle delusioni, l'eccitazione e le ironie del suo viaggio, sottolineando l'ansia che le notizie sull'evento potrebbero essere state viste dai suoi genitori. |                         |      |                 |                |
| 3 | More Anger              | 1987 | Russell Tovey   | 1 agosto 2017  |
| Phil è un attore che ha interpretato diversi personaggi gay e dice di essere diventato “abbastanza bravo a morire”. Ci ricorda diversi suoi incontri ma soprattutto la sua storia con il fantastico ballerino Simon e come tutto abbia iniziato a vacillare quando Simon gli disse di avere L’AIDS. |                         |      |                 |                |
| 4 | Missing Alice           | 1957 | Rebecca Front   | 1 agosto 2017  |
| Una madre single di sedici anni, Alice, incontra Michael in chiesa e si sposano, ma presto si rende conto che Michael è più interessato agli uomini, un fatto che i suoi genitori (di Michael) sapevano già, infatti furono loro che incoraggiarono il matrimonio per mascherare la sua sessualità. Alice si sente meglio quando ha un figlio. Ora, nel 1957, il rapporto Wolfenden sembra offrire a Michael la speranza, ma a modo suo ama ancora Alice e stanno insieme. |                         |      |                 |                |
| 5 | I Miss the War          | 1967 | Ian Gelder      | 2 agosto 2017  |
| Il sarto anziano Jackie ricorda i felici giorni della sua giovinezza da ragazzo nel mondo della prostituzione per ricchi e benestanti. La cosa migliore fu un incontro in tempo di guerra con un bel soldato americano. Ora che l'omosessualità è depenalizzata, Jackie è felice, ma apprezza ricordare ancora i giorni in cui il piacere avveniva in segreto. |                         |      |                 |                |
| 6 | Safest Spot in Town     | 1941 | Kadiff Kirwan   | 2 agosto 2017  |
| Fredrick è un immigrato originario delle Indie Occidentali da tre anni nel Regno Unito per studiare Legge che ci racconta le sue esperienze sessuali a Londra nel momento del Blitz. Invitato a ballare in un rinomato club, che solo un anno prima l’avrebbe rifiutato, sceglie invece di rifugiarsi in quello che si sarebbe rivelato il posto più sicuro in città. |                         |      |                 |                |
| 7 | The Perfect Gentleman   | 1929 | Gemma Whelan    | 3 agosto 2017  |
| Bobby, un gentiluomo elegantemente vestito alla fine degli anni '20, non è in realtà un uomo, ma una lesbica di nome Ellen, che ha scoperto la sua sessualità. Vestirsi da uomo ha cambiato tutto quando si "è guadagnata la reputazione di confortare le mogli sole", ma (s)fortunatamente si sblocca quando una ragazza si innamora di lei, vuole fare sesso con lei e il suo segreto è esposto. |                         |      |                 |                |
| 8 | Something Borrowed      | 2016 | Alan Cumming    | 3 agosto 2017  |
| Steve prepara nervosamente il suo discorso per il suo matrimonio con il suo partner americano Adam, intriso di amarezza nei confronti delle passate discriminazioni subite. È pieno di elogi per sua madre, che ha incoraggiato l'unione e, nonostante un certo cinismo riguardo all'istituzione del matrimonio, finisce con lo sguardo rivolto a ciò che ci aspetta. |                         |      |                 |                |

## Personaggi e interpreti
- Perce, interpretato da Ben Whishaw, è un soldato della prima guerra mondiale.
- Andrew, interpretato da Fionn Whitehead, è un sedicenne interessato ai cambiamenti sociali.
- Phil, interpretato da Russell Tovey, è un attore britannico omosessuale.
- Alice, interpretata da Rebecca Front, è la moglie di un omosessuale non dichiarato.
- Jackie, interpretato da Ian Gelder, è un sarto ed ex prostituto.
- Fredrick, interpretato da Kadiff Kirwan, è un immigrato originario delle Indie Occidentali.
- Bobby, interpretato da, Gemma Whelan, è una drag king.
- Steve, interpretato da Alan Cumming, è il futuro sposo di una coppia omosessuale.

## Produzione
La serie ha avuto un budget di 100.000 £.

## Riconoscimenti

### Vinti
Diversity Media Awards
- Miglior attore - Russell Tovey
- Broadcaster dell'anno- Mark Gatiss

### Candidature
GLAAD Media Awards 2018
- Miglior film per la televisione o miniserie